# Arne Augustsson
Sven Arne Augustsson, född 21 februari 1919 i Göteborg, död 18 maj 2005 i Backa, Göteborg, var en svensk skådespelare.
Augustsson är gravsatt i minneslunden på Fridhems kyrkogård.

## Filmografi
- 1975 – Gyllene år (TV-serie)
- 1976 – Hem till byn (TV-serie)
- 1978 – Skyll inte på mig (TV-serie)
- 1978 – Albert & Herbert (TV-serie)
- 1982 – Vi ses på Bråddvaj (TV-serie)
- 1988 – Polisen som vägrade ta semester (TV-serie)
- 1989 – Sparvöga (TV-serie)
- 1990 – Kurt Olsson - filmen om mitt liv som mig själv
- 1993 – En dag på stranden
- 1996 – Polisen och pyromanen (TV-serie)
- 1997 – Flickan och dimman
- 2003 – Solbacken: Avd. E